# Forro polar

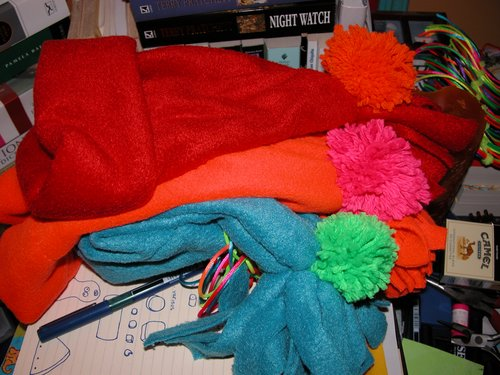
Sombreros hechos de fleece.

El forro polar o vellón polar es un tejido de punto sintético de aislamiento térmico generalmente fabricado con PET. Fue desarrollado por Malden Mills (actual Polartec®) y presentado como sustituto de la lana.
Se puede fabricar a partir de reciclaje de envases plásticos, por lo que a veces se considera falazmente como una alternativa ecológica a la lana. Sin embargo, a diferencia de la lana, no es biodegradable y se produce a partir del petróleo (y la mayoría de las veces sin reciclar), por lo que resulta mucho más contaminante que la lana. Debido a que Aaron Feuerstein (dueño de Malden Mills) decidió no patentar el material, se facilitó su producción y expansión, aunque su inflamabilidad dificultó su aceptación.
Las prendas realizadas con esta tela vienen determinadas por los diferentes gramajes de espesor: micro, 100, 200 y 300 (donde 300 es el más grueso y menos flexible).

## Ventajas y desventajas

### Ventajas
- Suave y cómodo de usar
- Muy cálido sin pesar demasiado
- Material hidrófobo, reteniendo menos del 1% de su peso en agua cuando está completamente empapado, y simultáneamente permite la respiración. Debido a esto, el vapor de agua de la transpiración pasa a través y poco queda retenido en la tela. Esto lo hace una buena elección para actividades físicas.
- Se puede considerar benigno para el medio ambiente (aunque esto es discutible por no ser biodegradable y ser más contaminante que la lana), ya que se puede fabricar de PET reciclado obtenido de botellas.
- Se puede lavar a máquina y se seca rápidamente. Algunas instrucciones específicas incluyen el uso de agua a temperaturas no mayores a 30 °C - 40 °C, y no permiten el uso de plancha.
- Una buena alternativa para aquellos con alergia o sensibilidad a la lana.
- Se seca muy rápidamente y retiene gran parte de la capacidad de aislamiento aun cuando está húmedo, debido a las propiedades hidrófobas.

### Desventajas
- Es inflamable. Si no posee retardante de llama se lo categoriza como tela inflamable de Grupo I, con retardante, es de Grupo II. Las telas del Grupo III son las menos inflamables y se hacen de pelo natural animal, como lana, o sedas.[5]
- Está hecho de un recurso natural no renovable: petróleo.
- No absorbe la humedad como el algodón o la lana (aunque es el efecto deseado)[6][7][8]
- Tiende a generar cargas de estática muy altas. Esto lo hace un imán para pelos de mascotas y polvo.
- No bloquea el viento (aunque algunos más costosos son más densos y resisten mejor el viento[9])
- Puede ser dañado por el lavado a altas temperaturas (se recomiendan temperaturas menores a 30 °C - 40 °C), por el secado a máquina o por el planchado.
- Los de baja calidad son susceptibles a formar bolitas, a desgastarse y rasgarse.
- En algunos casos se rasga fácilmente.